# Lista de canções gravadas por Ana Castela

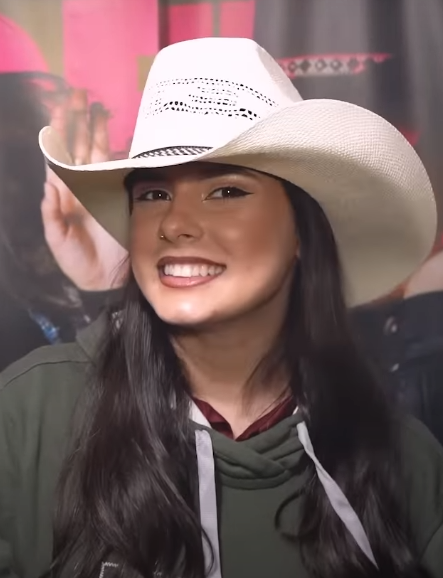
Ana Castela em 2022.

A seguir é apresentada a lista das canções gravadas por Ana Castela, uma cantora brasileira que gravou canções para um um álbum de estúdio, três ao vivo, sendo um colaborativo, e 85 singles.
Em maio de 2021, Castela juntou-se à AgroPlay, empresa responsável por atividades de gravação de som e de edição de música, e lançou seu single de estreia, "Boiadeira", que eventualmente o título da música tornou-se seu pseudônimo. Seu primeiro álbum, o DVD ao vivo Boiadeira Internacional, foi lançado em 2024. Em 2022, ganhou notoriedade nacional com o single "Pipoco", ao lado de Melody e Chris no Beat. Desde então, vem tornando-se um fenômeno no pop brasileiro com apenas pouco tempo de carreira. Sua canção, "Nosso Quadro", alcançou a 40º posição no Top 50 Global do Spotify, ultrapassando artistas famosos mundialmente como Bad Bunny e Eminem.

## Canções

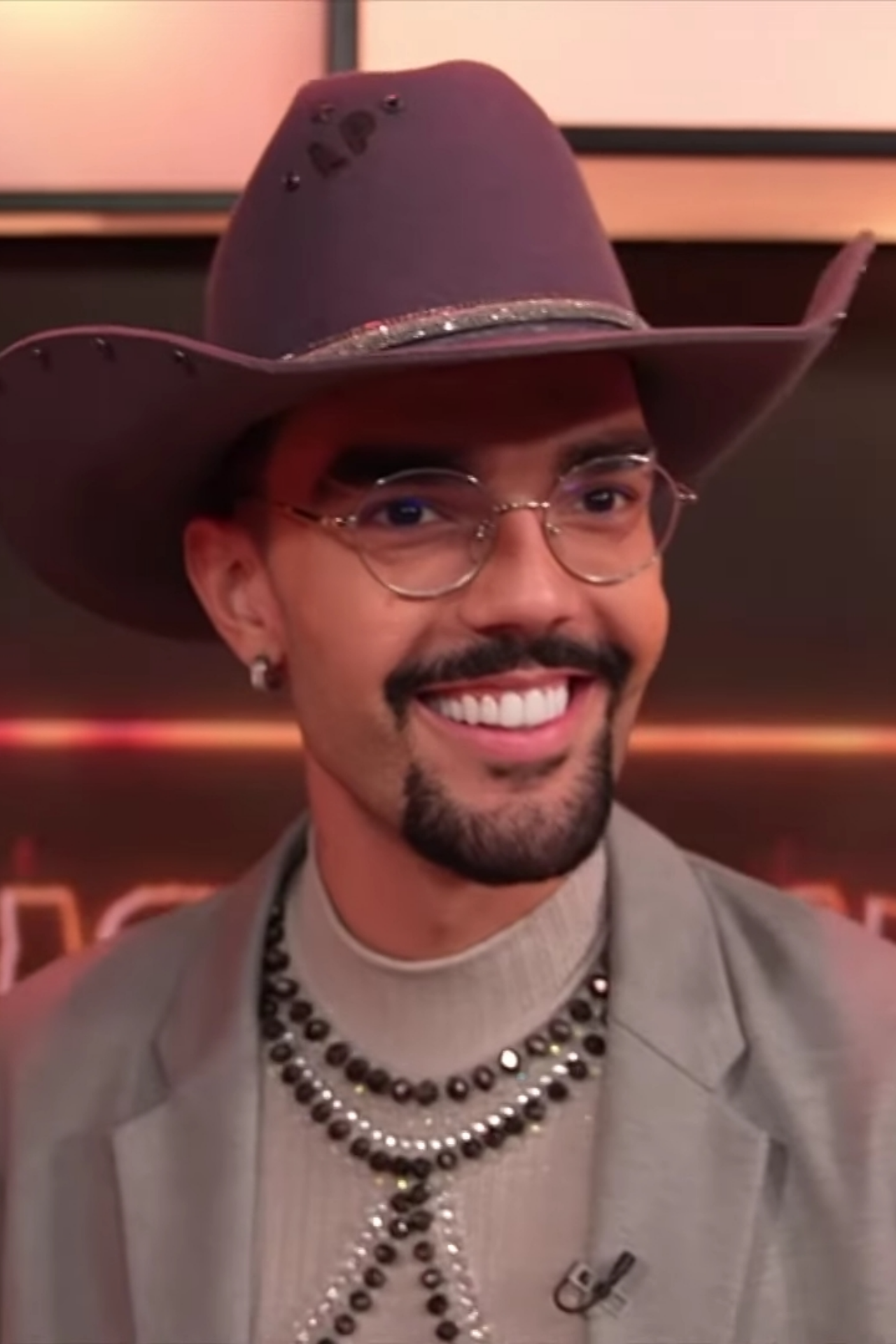
Castela e Luan Pereira (foto) colaboraram, em ordem alfabética, em "AgroVerão", "Amizade Ou O Quê?", "Chama", "Fazendinha Sessions #1: É Disso Que Nóis Gosta", "Fazendinha Sessions #2: Vai Ser Bão Pra Lá", "Fazendinha Sessions #3: Som do Interior", "Hino Agro", "Juliet e Chapelão", "Roça Em Mim" e "Vaqueiro Apaixonado".

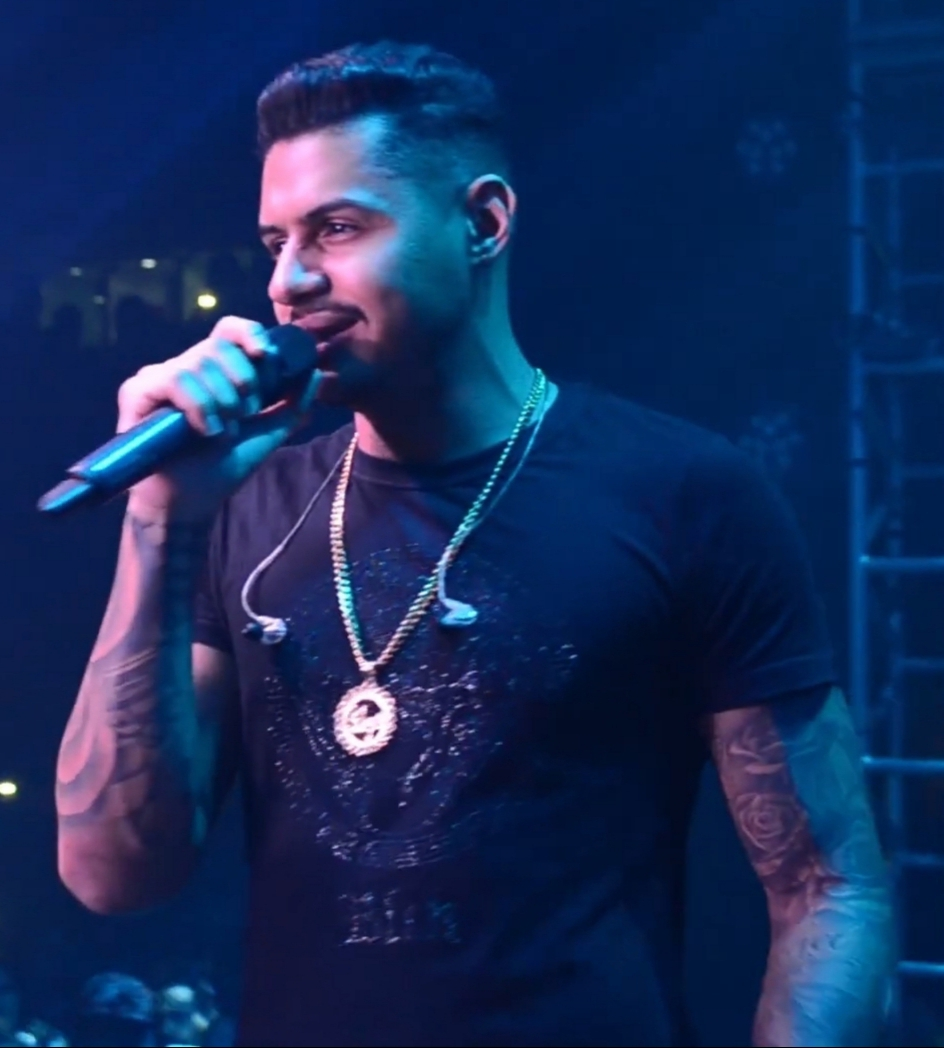
Castela colaborou com Hungria Hip Hop (foto) em "Fazendinha Sessions #3: Som do Interior" e "Lua".

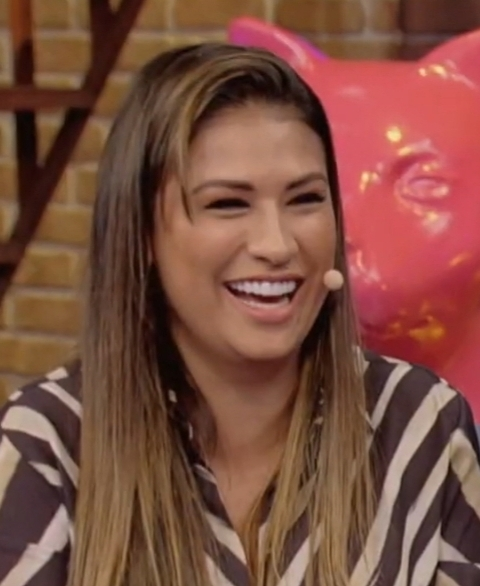
Castela e Simone Mendes (foto) colaboraram em "Não Vai Ver Nunca".

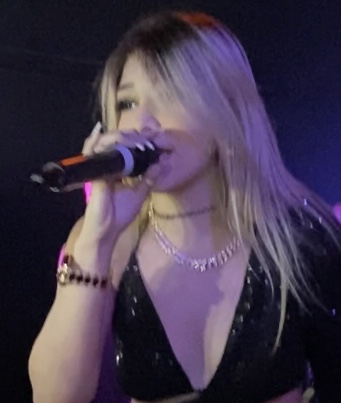
Castela, Melody (foto) e DJ Chris no Beat colaboraram em "Pipoco".

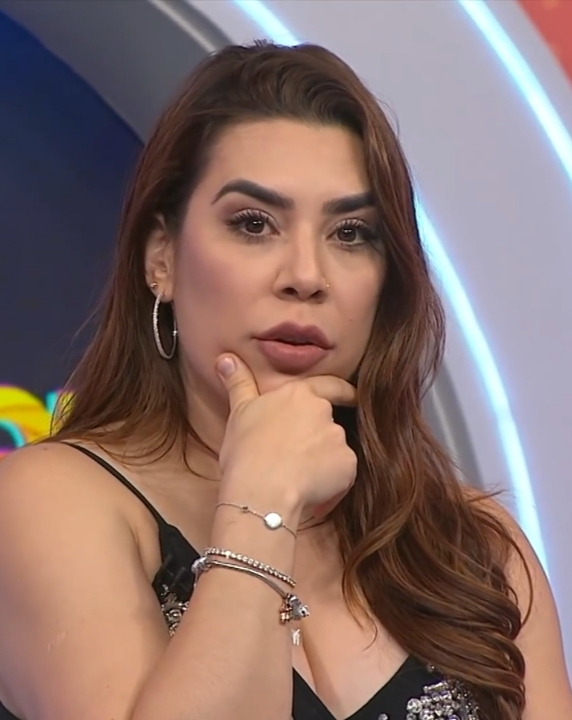
Naiara Azevedo (foto) colaborou com Castela em "Palhaça".

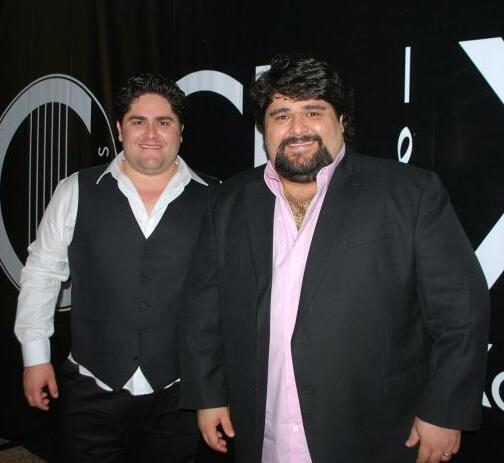
César Menotti & Fabiano (foto) colaboraram com Castela em "Eu Sem Você Não Dá".

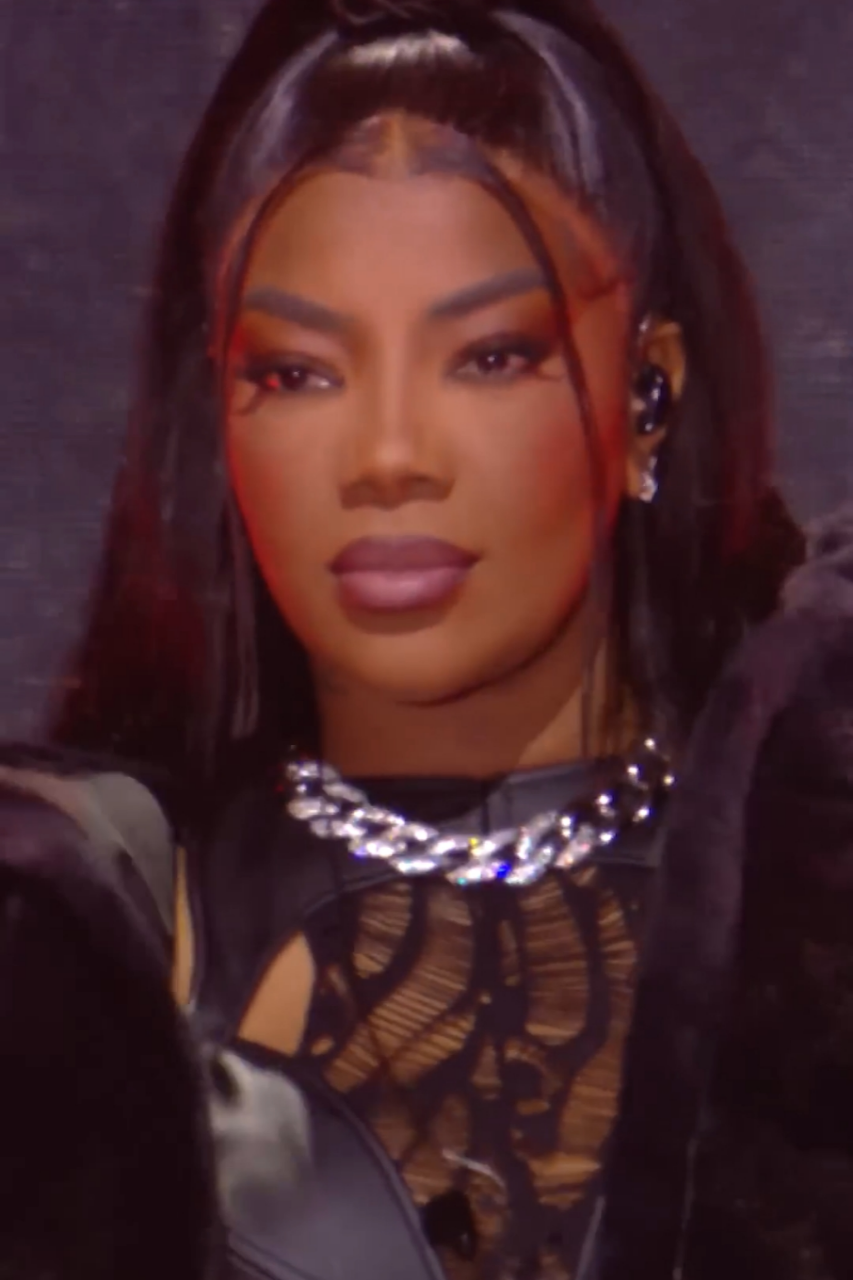
Ana Castela e Ludmilla (foto) colaboraram em "Dia de Fluxo".

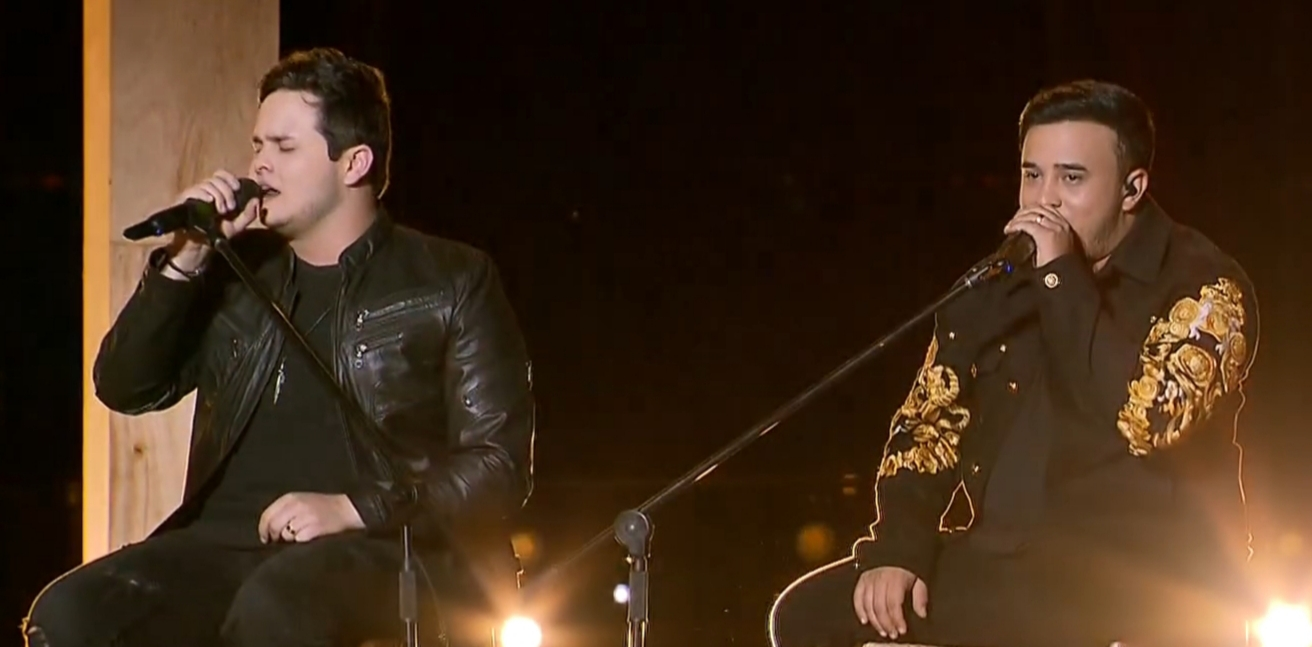
Castela e Matheus & Kauan (foto) colaboraram em "Coração Bipolar" e "Ilusão de Ótica".

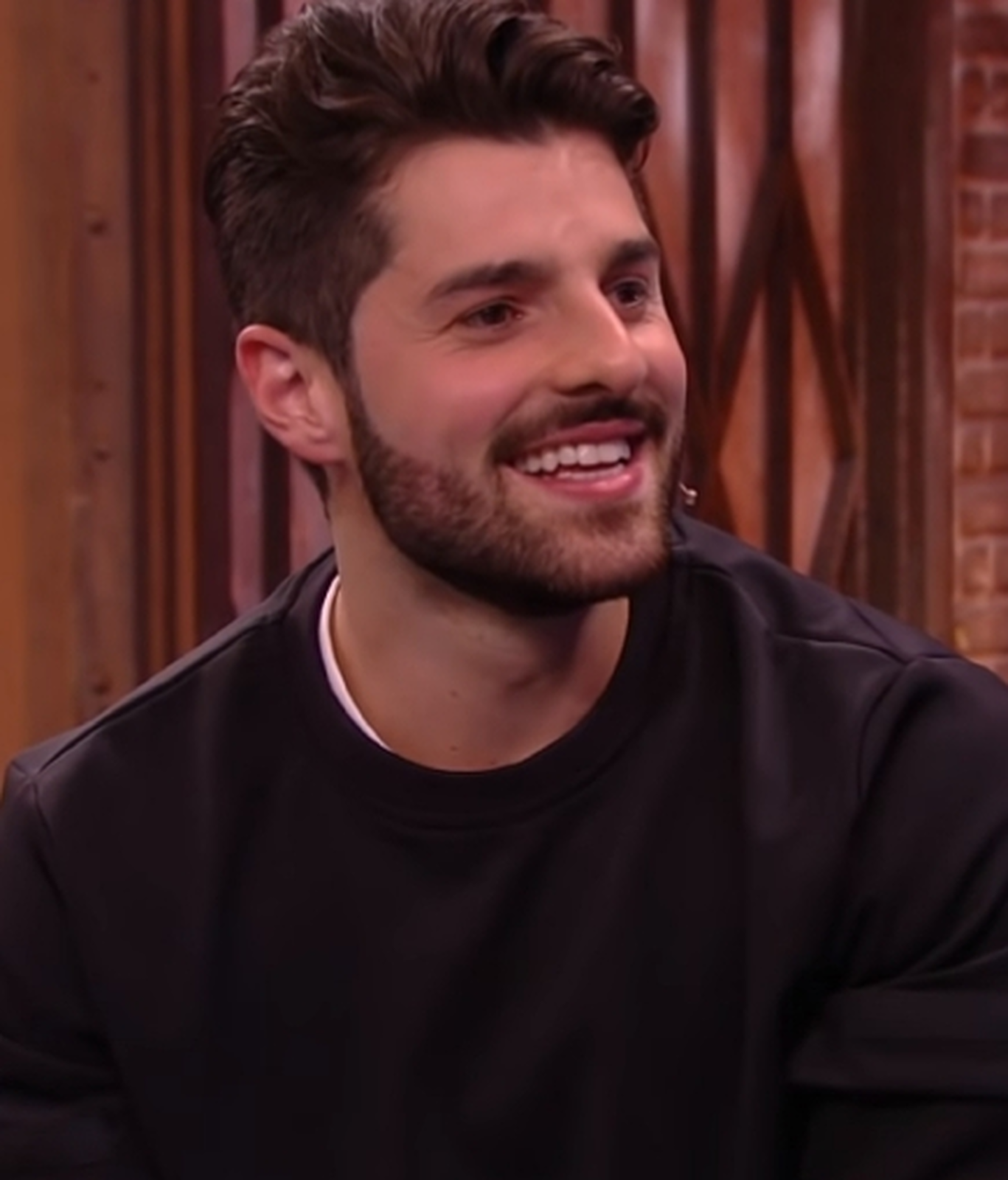
Ana Castela e Alok (foto) colaboraram em "Lua" e "Deixa Nóis Viver".

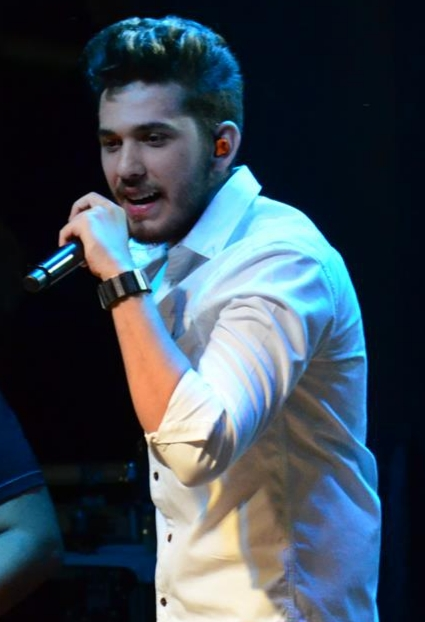
Castela e Gustavo Mioto (foto) colaboraram em "Fronteira" e "Princesa".

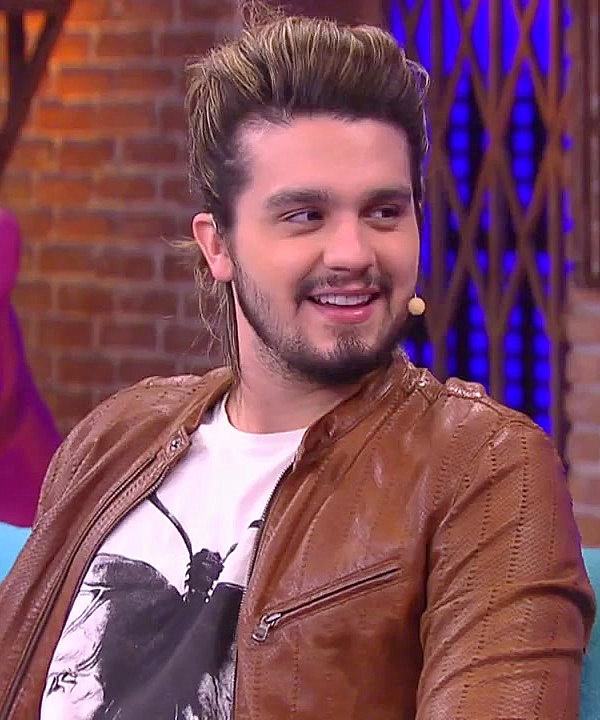
Castela e Luan Santana (foto) colaboraram em "Deja Vu".

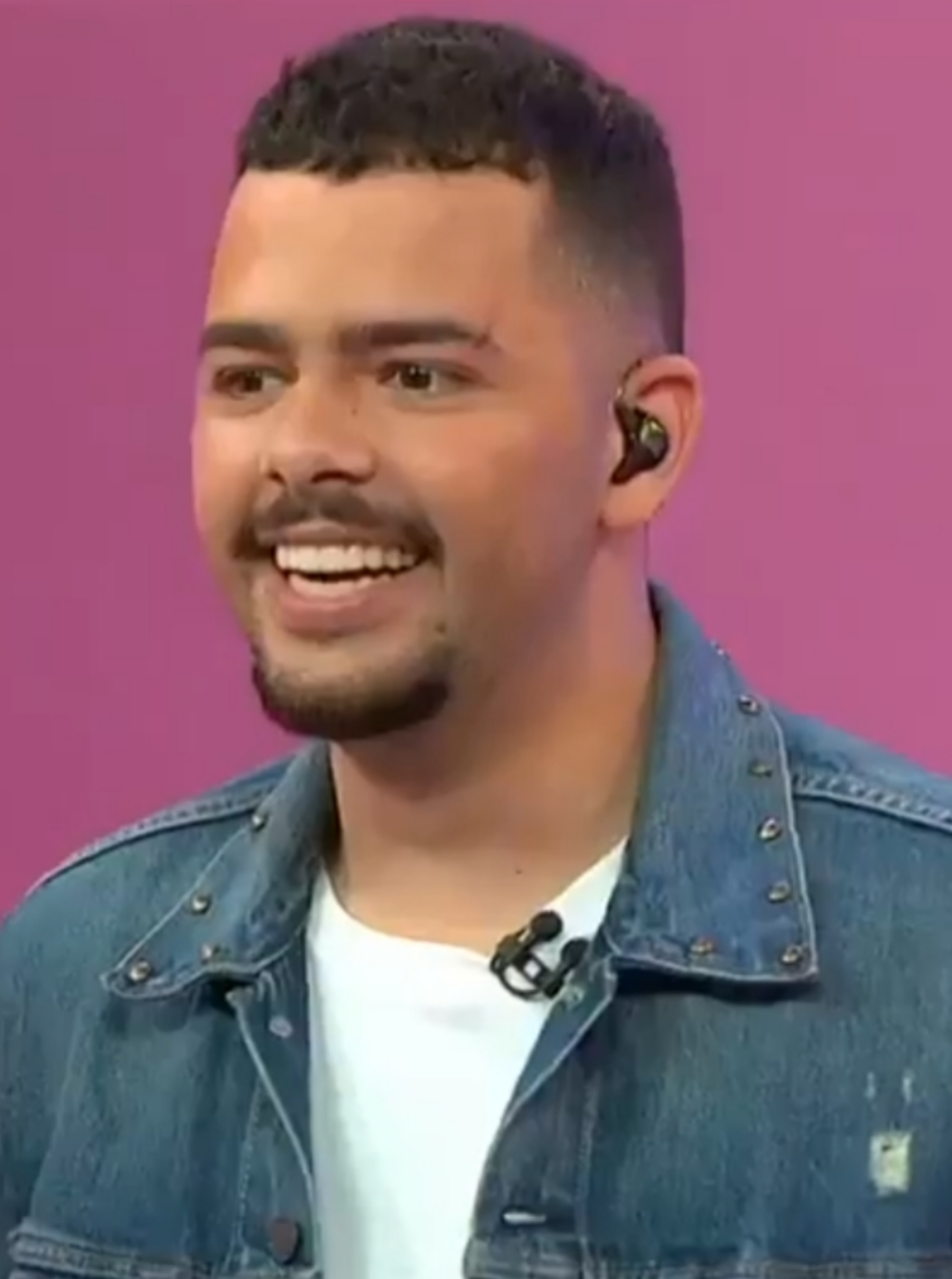
Castela e Pedro Sampaio (foto) colaboraram em "Carinha de Bebê".

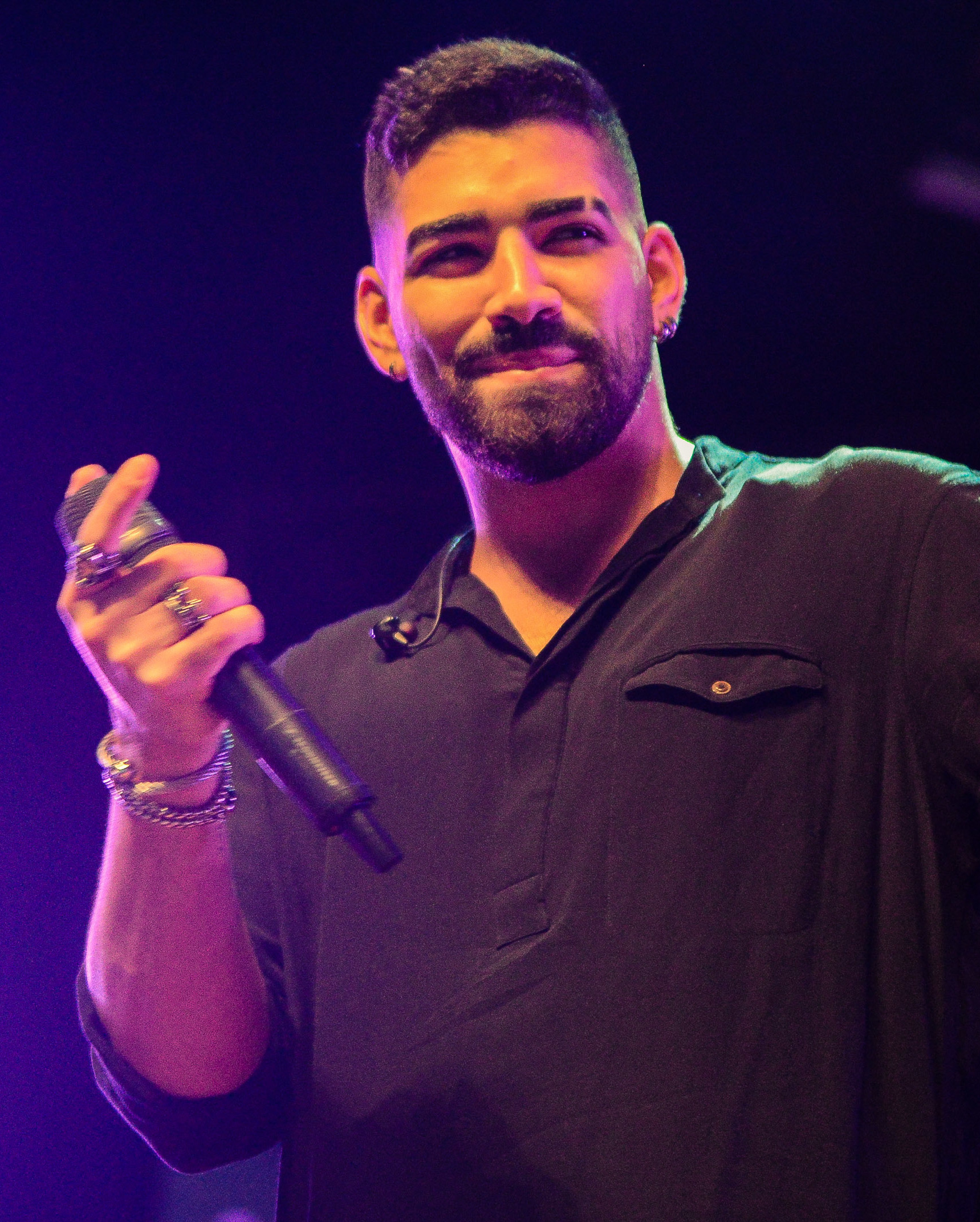
Castela e Dilsinho (foto) colaboraram em "Passada de Mão".

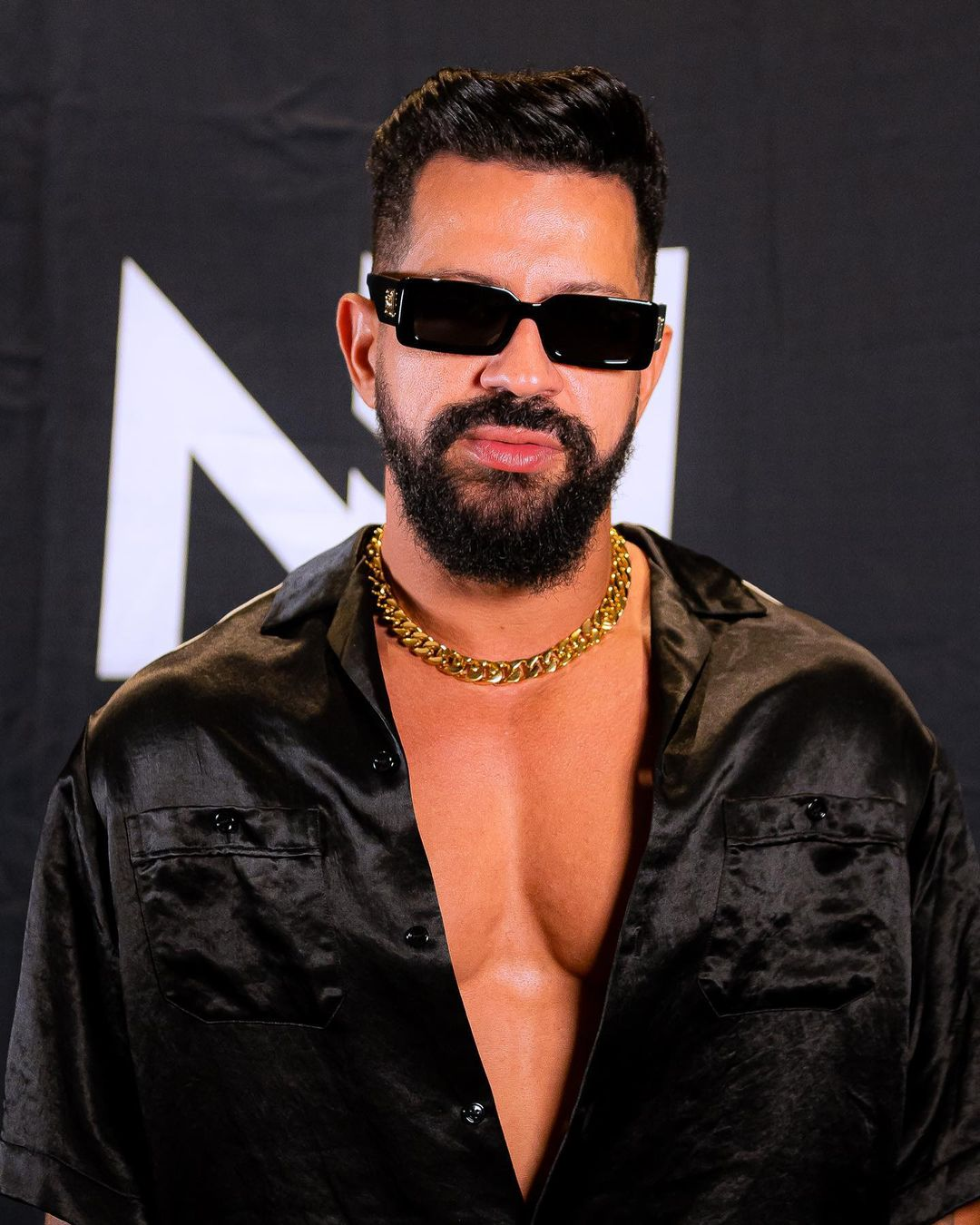
Castela e Dennis (foto) colaboraram em "Ram Tchum".

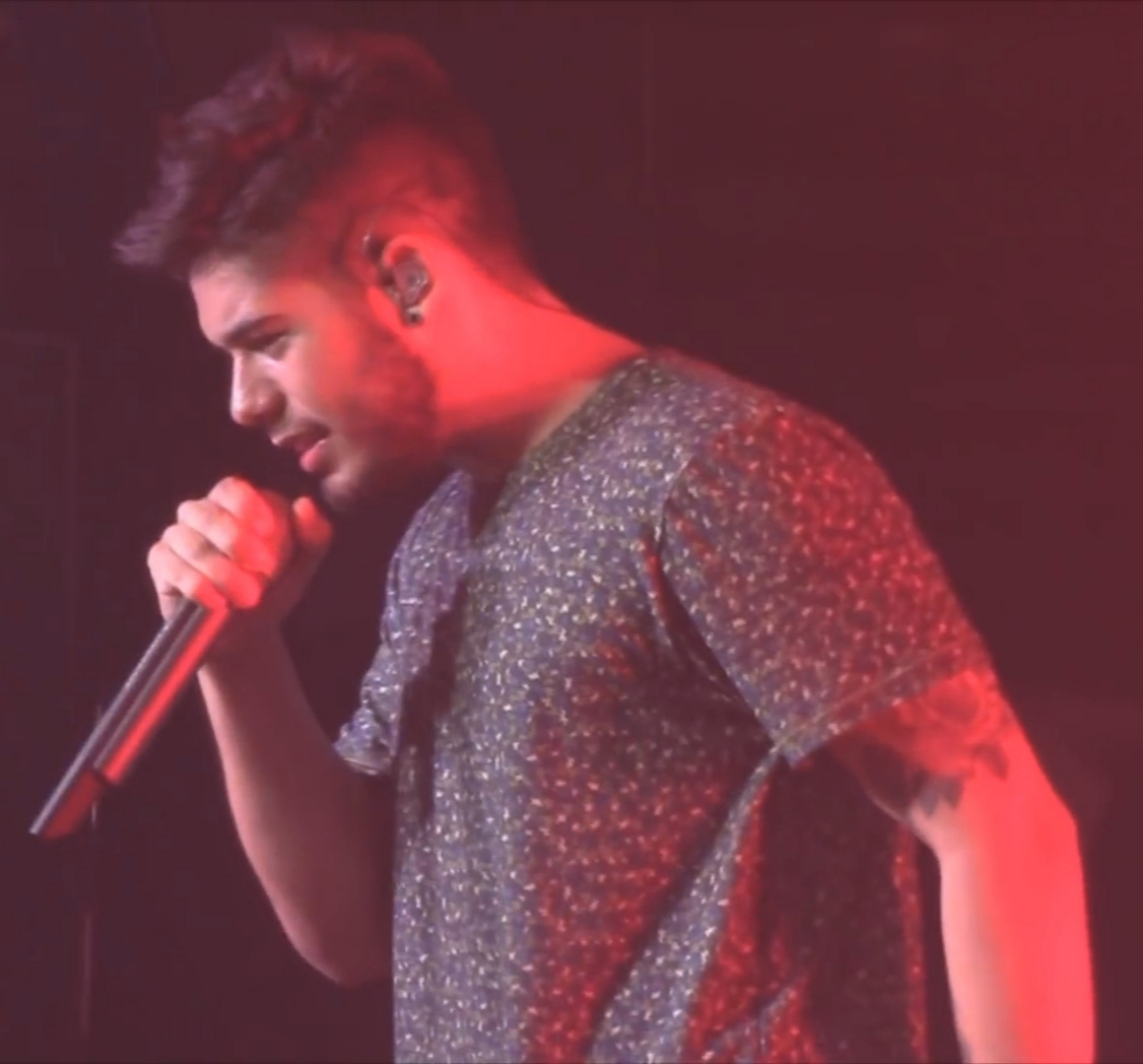
Zé Felipe (foto) colaborou com Castela em "Roça Em Mim".

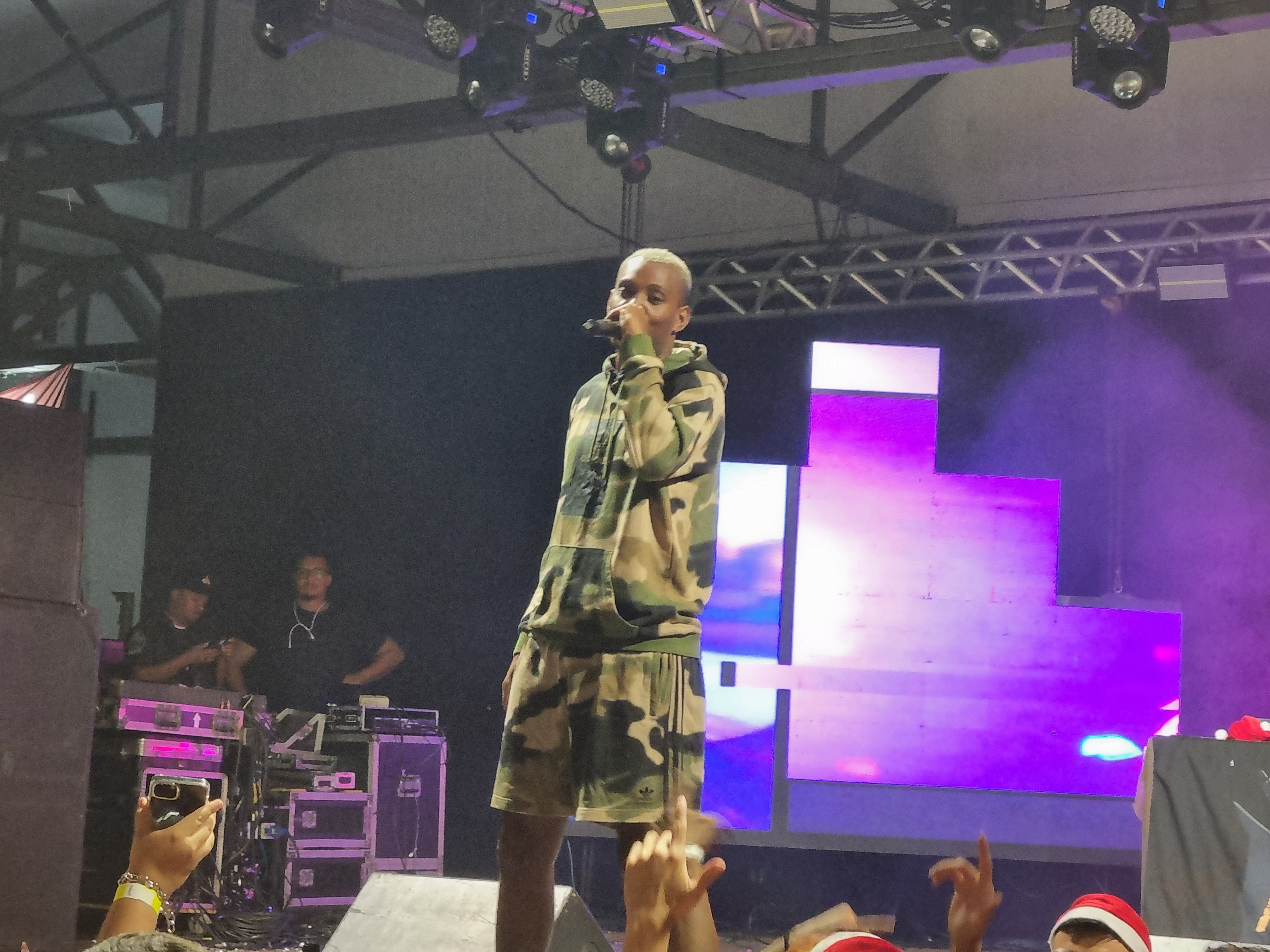
Castela e MC GW (foto) colaboraram em "Ram Tchum".

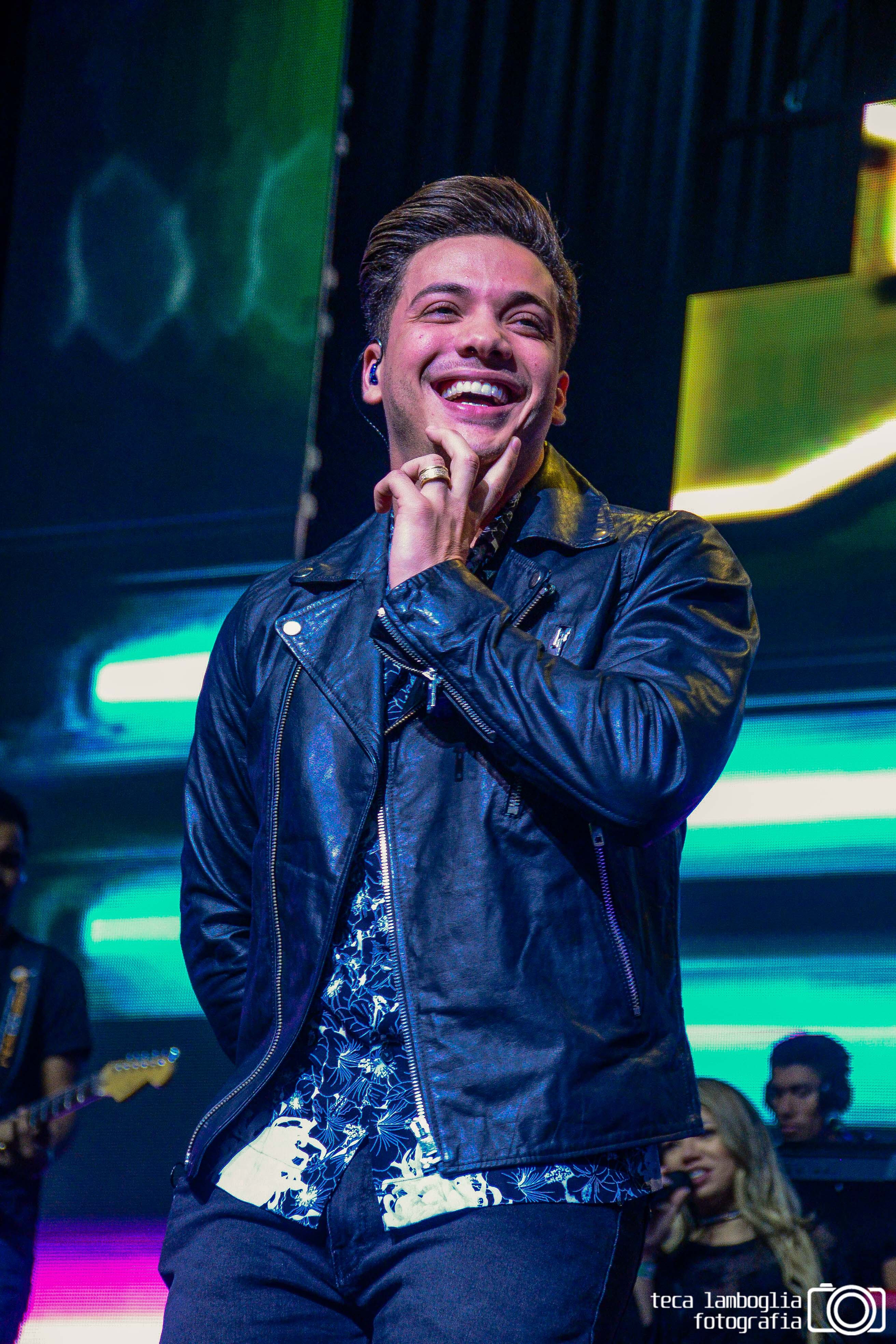
Wesley Safadão (foto) colaborou com Castela em "Covardia".

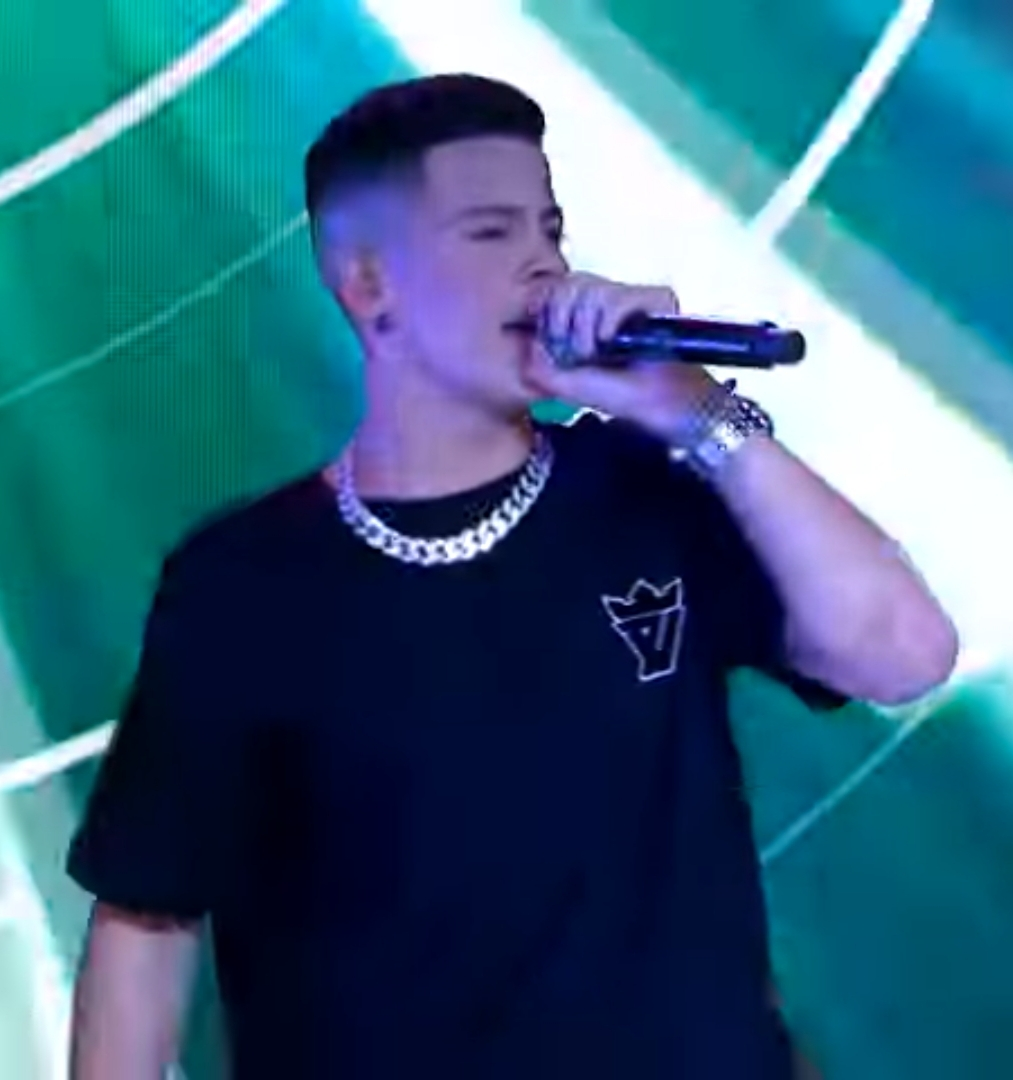
Jottapê (foto) colaborou com Castela em "Coragem".

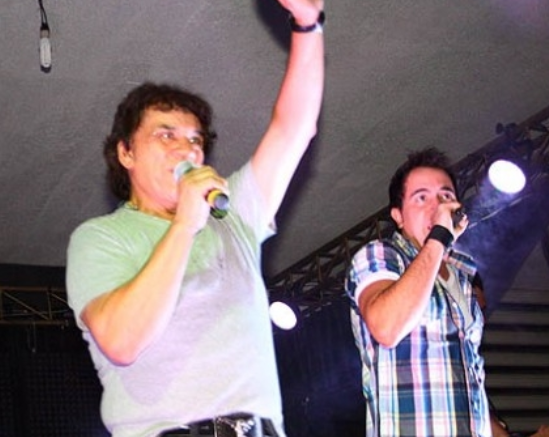
Castela e Matogrosso & Mathias (foto) colaboraram em "Tentei Te Esquecer".

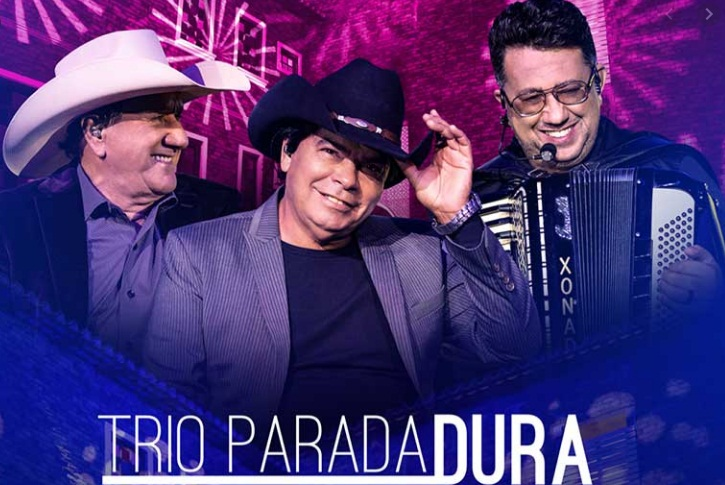
Castela e Trio Parada Dura (foto) colaboraram em "As Andorinhas".

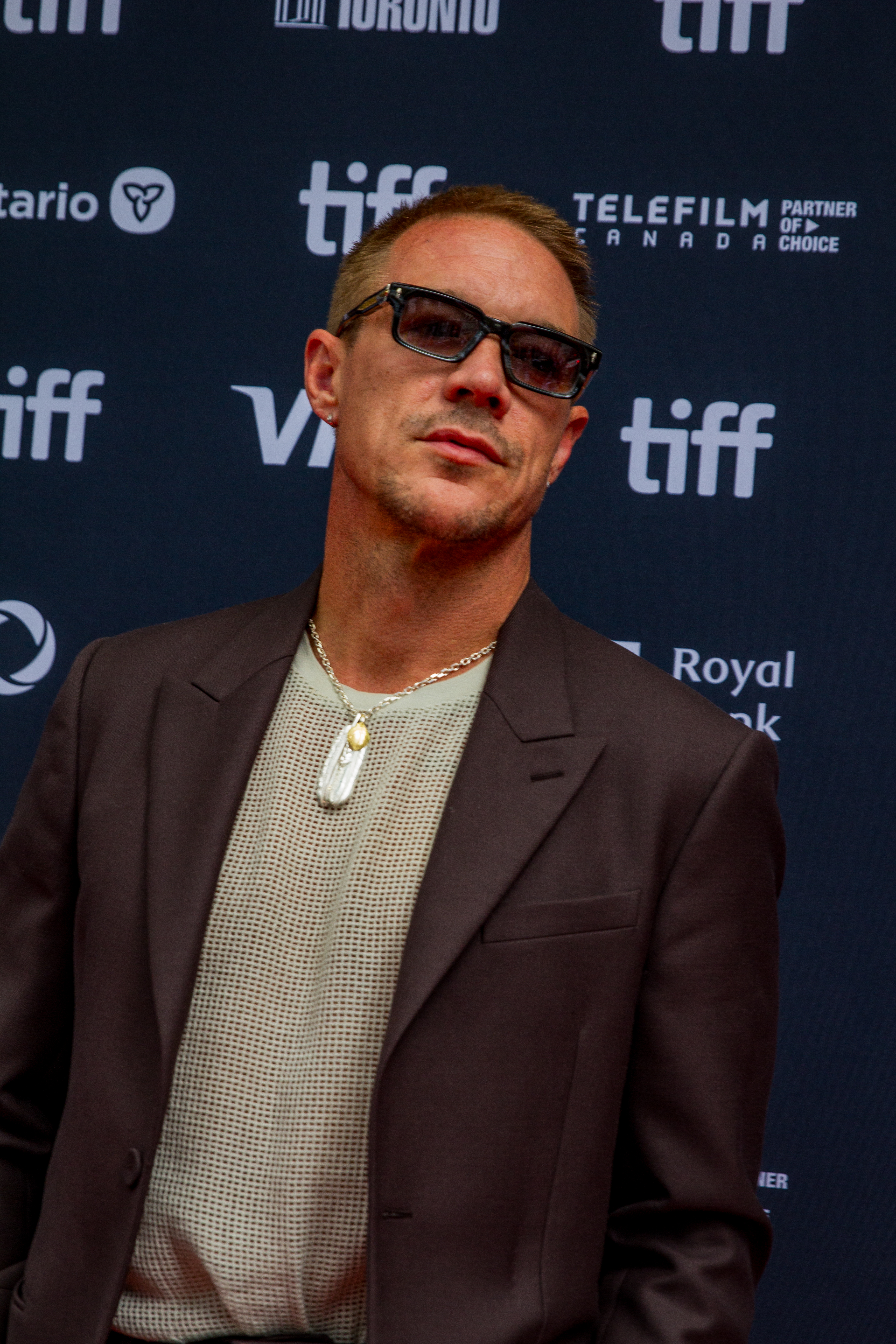
Castela e Diplo (foto) colaboraram em "Tropa do Chapelão".

| † | Denota lançamento como single             |
| ‡ | Denota lançamento como single promocional |
|   | Denota uma canção que não foi lançada     |

| Canção | Compositor(es) | Álbum                                                                                         | Ano              | Ref.   |
| --- | --- | --------------------------------------------------------------------------------------------- | ---------------- | ------ |
| "Agradeço" | Rodolfo Alessi Marco Carvalho | Não associado a nenhum álbum                                                                  | 2023             | [ 7 ]  |
| "Agronejo" dueto de DJ Chris no Beat e Ana Castela | Rodolfo Alessi Mateus Félix José Vitor Borges da Silva | Não associado a nenhum álbum                                                                  | 2022             | [ 8 ]  |
| "AgroVerão" dueto de Ana Castela e Luan Pereira | Rodolfo Alessi Raphael Soares Jota Lennon Mateus Félix Luan Pereira | AgroPlay Verão, Vol. 1 AgroPlay Verão                                                         | 2023             | [ 9 ]  |
| "Alerta de Golpe" | Mateus Félix Leo Souzza Vinícius Poeta Benicio | Boiadeira Internacional, Vol. 2 Boiadeira Internacional                                       | 2023             | [ 10 ] |
| "Amizade Ou O Quê?" dueto de Ana Castela e Luan Pereira | Ana Castela Luan Pereira Nicolas Germano Ricardo Buttini | Boiadeira Internacional, Vol. 3 Boiadeira Internacional                                       | 2023             | [ 11 ] |
| "As Andorinhas" com Trio Parada Dura | Rossi Rosa Quadros Alcino Alves | Herança Boiadeira                                                                             | 2024             | [ 12 ] |
| "As Cowgirl" | Rodolfo Alessi Raphael Soares Mateus Félix Leo Souzza Luan Pereira | Let's Go Rodeo                                                                                | 2025             | [ 13 ] |
| "As Bruta do Agro" dueto de Antoniela Bigatão e Ana Castela | Eduardo Godoy Rodolfo Aless Raphael Soares | Não associado a nenhum álbum                                                                  | 2021             | [ 14 ] |
| "Aqui Tem Alguém" | Marco Carvalho Mateus Félix Diego Silveira Junior Pepato Lari Ferreira Ana Castela | Boiadeira Internacional, Vol. 2 Boiadeira Internacional                                       | 2023             |        |
| "As Menina da Pecuária" solo/com Léo & Raphael/e DJ Chris no Beat | Rodolfo Alessi Raphael Soares | Boiadeira Internacional, Vol. 2 Boiadeira Internacional                                       | 2021/ 2022/ 2023 | [ 15 ] |
| "As Menina da Pecuária (funk remix)" com Davi Kneip | Rodolfo Alessi Raphael Soares | Não associado a nenhum álbum                                                                  | 2022             | [ 16 ] |
| "Boiadeira" | Rodolfo Alessi Diego Barão Jota Lennon Gabriel Vittor | Boiadeira Internacional, Vol. 4 Boiadeira Internacional                                       | 2021/ 2023       | [ 15 ] |
| "Boiadeira (funk remix)" com DJ Lucas Beat | Rodolfo Alessi Diego Barão Jota Lennon Gabriel Vittor | Não associado a nenhum álbum                                                                  | 2022             | [ 17 ] |
| "Bombonzinho" Israel & Rodolffo part. Ana Castela | Léo Soares Bagual Matheus Araújo Renato Campero | Let's Bora, Vol. 1                                                                            | 2022             | [ 18 ] |
| "Bonde das Boiadeira" | Rodolfo Alessi Mateus Félix Raphael Soares Renno Poeta Junior Gomes | Boiadeira Internacional, Vol. 4 Boiadeira Internacional                                       | 2024             |        |
| "Cachaceiro" dueto de Ana Castela e Eduardo Costa | Eduardo Costa Alex Freitas Chico Amado | Herança Boiadeira                                                                             | —                |        |
| "Canudinho" dueto de Gusttavo Lima e Ana Castela | Bia Frazo Dan Candido Klebin Matheus Araujo Rafael Quadros | Paraíso Particular                                                                            | 2023             | [ 19 ] |
| "Carinha de Bebê" dueto de Ana Castela e Pedro Sampaio | Rodolfo Alessi Mateus Félix Pedro Sampaio Bruno Major Patrick Ferreira Sueldo Lima | Não associado a nenhum álbum                                                                  | 2022             | [ 20 ] |
| "Casalzão" Hugo & Heitor part. Ana Castela | Junior Melo Henrique Alves Thales Melo | Não associado a nenhum álbum                                                                  | 2022             | [ 21 ] |
| "Chama" dueto de Luan Pereira e Ana Castela | Rodolfo Alessi Raphael Soares Luan Pereira | Da Roça Pro Mundo                                                                             | 2021             | [ 22 ] |
| "Chicletinho" | Mateus Félix Leo Souzza Bruno Sucesso Davila | Boiadeira Internacional, Vol. 2 Boiadeira Internacional                                       | 2023             |        |
| "Chora Me Liga" (Remix) dueto de Ana Castela e DJ Chris no Beat | Euler Coelho | AgroPlay Verão, Vol. 1 AgroPlay Verão                                                         | 2023             | [ 9 ]  |
| "Clima de Rodeio" dueto de DJ Chris no Beate Ana Castela | Marcelo Kju | Não associado a nenhum álbum                                                                  | 2022             | [ 23 ] |
| "Combo do Perigo" Fazendinha Sessions part. Ana Castela e DJ Jonatas Felipe                                                                                                 | Rodolfo Alessi Raphael Soares Marco Carvalho Gabriel Vittor Jota Lennon | Fazendinha Sessions #3 (Remix)                                                                | 2023             | [ 24 ] |
| "Coração Bipolar" com Matheus & Kauan | Mateus Félix Leo Souzza Marco Carvalho Thales Lessa Matheus Costa Ana Castela | Boiadeira Internacional, Vol. 3 Boiadeira Internacional                                       | 2023             | [ 11 ] |
| "Coragem" Jottapê feat. Ana Castela | Jottapê Silas Franco Michel Alves | Cowboy do Mandelão                                                                            | 2022             | [ 25 ] |
| "Covardia" dueto de Wesley Safadão e Ana Castela | Kinho Chefão Felipe Marins Mateus Costa Wallim Sanfoneiro | Não associado a nenhum álbum                                                                  | 2023             | [ 26 ] |
| "Culpa da Boiadeira" | Desconhecido | Boiadeira Internacional                                                                       | 2024             |        |
| "Deja Vu" dueto de Luan Santana e Ana Castela | Luan Santana Matheus Aleixo Lucas Santos Matheus Marcolino | Não associado a nenhum álbum                                                                  | 2023             | [ 27 ] |
| "Derreter a Aliança" | Rodrigo Reys William Santos | AgroPlay Verão, Vol. 2 AgroPlay Verão                                                         | 2023             | [ 28 ] |
| "Dia de Fluxo" dueto de Ana Castela e Ludmilla | Ana Castela Mateus Félix Marco Carvalho Léo Souzza Gustavo Mioto | EP 1 AgroPlay Verão 2                                                                         | 2023             | [ 29 ] |
| "Dona de Mim" solo/remix com Michele Castela | Rodolfo Alessi Raphael Soares | Herança Boiadeira                                                                             | 2022             | [ 30 ] |
| "Duas Três" com Guilherme & Benuto e Adriano Rhod | Adriano Rhod Diego de Souza | Não associado a nenhum álbum                                                                  | 2023             | [ 31 ] |
| "Eu Minto" com Us Agroboy | Rodolfo Alessi Jota Lennon Gabriel Vittor | Roça no Topo                                                                                  | 2023             | [ 32 ] |
| "Eu Sem Você Não Dá" César Menotti & Fabiano part. Ana Castela | Diego Barão Marco Esteves Renno Poeta | Não associado a nenhum álbum                                                                  | 2022             | [ 33 ] |
| "Fazendinha Sessions 1: É Disso Que Nóis part. Us Agroboy, Léo & Raphael e Luan Pereira                                                                                     | Rodolfo Alessi Jota Lennon | Não associado a nenhum álbum                                                                  | 2021             | [ 34 ] |
| "Fazendinha Sessions #2: Vai Ser Bão Pra Lá" Fazendinha Sessions, Loubet, Us Agroboy, Luan Pereira, Lucca & Mateus, Ana Castela e Lucas Reis & Thácio                       | Rodolfo Alessi Jota Lennon Lucca Castro Mateus March Fábio "Fabinho" Rojas Adriano Rodrigo | Não associado a nenhum álbum                                                                  | 2022             | [ 35 ] |
| "Fazendinha Sessions #3: Som do Interior" Fazendinha Sessions part. João Carreiro, Us Agroboy, Hungria Hip Hop, Luan Pereira, DJ Chris no Beat, Ana Castela e Felipe Amorim | Rodolfo Alessi Raphael Soares Jota Lennon Gabriel Vittor Luan Pereira DJ Chris no Beat Hungria Hip Hop Felipe Amorim João Carreiro Beat Will Gustavo Hungria William Ferrani Ricco Montana Mateuzim Kaleb Junior Caio Sanfoneiro Diego Escobar Alan Souza | Não associado a nenhum álbum                                                                  | 2023             | [ 36 ] |
| "Fronteira" dueto de Ana Castela e Gustavo Mioto | Mateus Félix Marco Carvalho Thales Lessa Matheus Costa Lucas Ing | Boiadeira Internacional, Vol. 3 Boiadeira Internacional                                       | 2023             | [ 11 ] |
| "Hino Agro" com Leo & Raphael, DJ Chris no Beat, Luan Pereira e Jacques Vanier                                                                                              | Rodolfo Alessi Mateus Félix Leopoldo Leonel | Não associado a nenhum álbum                                                                  | 2022             | [ 37 ] |
| "Ia Dar Bom" Pedro Paulo & Alex part. Ana Castela | Mateus Félix Leo Souzza | Não associado a nenhum álbum                                                                  | 2022             | [ 38 ] |
| "Juliet e Chapelão" com DJ Chris no Beat e Luan Pereira | Dudu Soares Junior Melo | Não associado a nenhum álbum                                                                  | 2022             | [ 8 ]  |
| "Lua" com Hungria Hip Hop, part. Alok | Ana Castela Alok Hungria Hip Rodolfo Alessi Marco Carvalho Matheus Costa Diego Ferrari Everton Matos Ray Antonio Paulo Pires Rafael Quadros | Boiadeira Internacional, Vol. 4 Boiadeira Internacional                                       | 2024             | [ 11 ] |
| "Me Gusta" dueto de Ana Castela e Rodolfo Alessi | Rodolfo Alessi Raphael Soares Mateus Félix | AgroPlay Verão                                                                                | 2023             | [ 39 ] |
| "Menino do Laço Comprido" | Desconhecido | Herança Boiadeira                                                                             | —                | [ 12 ] |
| "Minha Herança" | Desconhecido | Herança Boiadeira, Vol. 1 Herança Boiadeira                                                   | 2024             | [ 12 ] |
| "Mississipi" dueto de Ana Castela e Jayne | Werner Theunissen | Herança Boiadeira                                                                             | —                | [ 12 ] |
| "Morreu de Ana Castela" | Mateus Félix Marco Carvalho Lari Ferreira Diego Silveira Junior Pepato | Boiadeira Internacional, Vol. 3 Boiadeira Internacional                                       | 2023             |        |
| "Não Para" com Belle Kaffer e Charles New | Belle Kaffer Charles New DJ Neeh Fabinho Legramandi WK | Não associado a nenhum álbum                                                                  | 2023             | [ 40 ] |
| "Não Precisa Ser Cowboy" | Rodolfo Alessi Raphael Soares Mateus Félix Leo Souzza | Let's Go Rodeo                                                                                | 2025             | [ 13 ] |
| "Não Vai Ver Nunca" dueto de Ana Castela e Simone Mendes | Rodolfo Alessi Mateus Félix Marco Carvalho Thales Lessa Matheus Carvalho | Boiadeira Internacional, Vol. 1 Boiadeira Internacional                                       | 2023             | [ 41 ] |
| "Neon" solo e/com Davi Kneip | Rodolfo Alessi Raphael Soares | Não associado a nenhum álbum                                                                  | 2021             | [ 15 ] |
| "Noís é da Roça Bebê" | Eduardo Godoy Rodolfo Alessi Raphael Soares | Não associado a nenhum álbum                                                                  | 2021             | [ 42 ] |
| "Nosso Quadro" | Rodolfo Alessi Marco Carvalho | AgroPlay Verão, Vol. 1 AgroPlay Verão Boiadeira Internacional, Vol. 4 Boiadeira Internacional | 2023             | [ 43 ] |
| "Ô Lá Na Roça" Felipe & Murilo part. Ana Castela | Rodolfo Alessi Mateus Félix | Não associado a nenhum álbum                                                                  | 2022             | [ 44 ] |
| "O Que Acontece Na Roça Fica Na Roça" dueto de Loubet e Ana Castela | Rodolfo Alessi Jota Lennon Gabriel Vittor | 10 Anos                                                                                       | 2023             | [ 45 ] |
| "Olha Onde Eu Tô" | Ana Castela Rodolfo Alessi Raphael Soares Mateus Félix Leo Souzza Ibere Fortes Ender Thomas Antony Alberto Guajardo "Zsurround" | Let's Go Rodeo                                                                                | 2025             | [ 13 ] |
| "Palhaça" dueto de Naiara Azevedo e Ana Castela | Bia Frazo Elcio Di Carvalho Guilherme Prado Junior Silva Vinni Miranda Waléria Leão | Plural                                                                                        | 2023             | [ 46 ] |
| "Passada de Mão" dueto de Dilsinho e Ana Castela | Ana Castela Mateus Félix Léo Souzza Tiago Marcelo Guilherme Ferraz | Não associado a nenhum álbum                                                                  | 2024             | [ 47 ] |
| "Pipoco" solo e/com Melody e DJ Chris no Beat | Rodolfo Alessi Mateus Félix Ana Castela Leo Souzza DJ Chris no Beat Guilherme Dias | Boiadeira Internacional, Vol. 1 Boiadeira Internacional                                       | 2022/ 2023       | [ 15 ] |
| "Pra Quem Você Ligou" | Mateus Félix Leo Souzza Normani Pelegrini | Let's Go Rodeo                                                                                | 2025             | [ 13 ] |
| "Pra Sempre Sem Ser" | Eduardo Godoy Mateus Félix Marco Carvalho Matheus Costa Thales Lessa Lucas Ing | Boiadeira Internacional, Vol. 4 Boiadeira Internacional                                       | 2024             |        |
| "Quando Tá com Ela" com Mateus Félix | Rodolfo Alessi Raphael Soares Mateus Félix | Não associado a nenhum álbum                                                                  | 2022             | [ 48 ] |
| "Quem Prova Pede Mais" Fazendinha Sessions part. Ana Castela e DJ Chris no Beat                                                                                             | Rodolfo Alessi Jota Lennon | Vai Ser Bão Pra Lá (Remixes)                                                                  | 2023             | [ 49 ] |
| "Ram Tchum" DENNIS, Ana Castela e MC GW | Mateus Félix Léo Souzza Guilherme Ferraz Cantini | Não associado a nenhum álbum                                                                  | 2024             | [ 50 ] |
| "Reverse" com Hitmaker | André Vieira Wallace Vianna Pedro Breder Jujuba Kinho Compositor Matheus Alque Playboy dos Hit | Não associado a nenhum álbum                                                                  | 2022             | [ 51 ] |
| "Roça Em Mim" Zé Felipe, Ana Castela e Luan Pereira | Mateus Félix Sueldo Lima Breno Major Patrick Rego | Não associado a nenhum álbum                                                                  | 2022             | [ 52 ] |
| "Rodeio no Texas" | Ana Castela Mateus Félix Leo Souzza | Let's Go Rodeo                                                                                | 2025             | [ 13 ] |
| "Saudade" dueto de Ana Castela e Gabito Ballesteros | Mateus Félix Léo Souza Vinicius Poeta Lucas Medeiros | EP 1 AgroPlay Verão 2                                                                         | 2024             | [ 53 ] |
| "Saudade é Saudade" | Rodolfo Alessi Raphael Soares Mateus Félix Leo Souzza | Let's Go Rodeo                                                                                | 2025             | [ 13 ] |
| "Se Amando nas BR" | Ana Castela Rodolfo Alessi Mateus Félix Leo Souzza Carolina Marcílio Pedro Breder | Let's Go Rodeo                                                                                | 2025             | [ 13 ] |
| "Sinônimos" Chitãozinho & Xororó part. Ana Castela | César Augusto Cláudio Noam Paulo Sérgio Valle | Não associado a nenhum álbum                                                                  | 2023             | [ 54 ] |
| "Só Não Deixa Saudade" | Mateus Félix Leo Souzza Vinícius Poeta Benicio Ana Castela | Boiadeira Internacional, Vol. 2 Boiadeira Internacional                                       | 2023             | [ 55 ] |
| "Solteiro Forçado" | Rodolfo Alessi Raphael Soares Mateus Félix Ana Castela Leo Souzza Vinícius Poeta Benicio Neto | Boiadeira Internacional, Vol. 1 Boiadeira Internacional                                       | 2023             | [ 56 ] |
| "Tentei Te Esquecer" com Matogrosso & Mathias | Desconhecido | Herança Boiadeira                                                                             | —                | [ 12 ] |
| "Tranqueira" | Rodolfo Alessi Mateus Félix Ana Castela Vittinho no Beat | Não associado a nenhum álbum                                                                  | 2023             | [ 57 ] |
| "Tropa do Chapelão" dueto de Ana Castela e Diplo | Ana Castela Rodolfo Alessi Mateus Félix Leo Souzza Carolina Marcílio Pedro Breder Thomas Wesley Pentz Sebastian del Gallego Fernandez | Let's Go Rodeo                                                                                | 2025             | [ 13 ] |
| "Tô Voltando" | Rodoldo Alessi Raphael Soares Mateus Félix Normani Renato Campero | Boiadeira Internacional, Vol. 1 Boiadeira Internacional                                       | 2023             | [ 58 ] |
| "Tô Voltando" Classic version | Rodoldo Alessi Raphael Soares Mateus Félix Normani Renato Campero | Let's Go Rodeo                                                                                | 2025             | [ 13 ] |
| "Vaqueiro Apaixonado" dueto de Ana Castela e Luan Pereira | Jota Lennon Gabriel Vittor Carlos Dias Leo Targino | AgroPlay Verão, Vol. 2 AgroPlay Verão                                                         | 2023             | [ 28 ] |
| "Vida Loka" | Mateus Félix Leo Souzza Vinícius Poeta Lucas Medeiros | EP 1 AgroPlay Verão 2                                                                         | 2023             | [ 59 ] |